# João Henrique de Almeida Sousa
João Henrique de Almeida Sousa ComMM (Teresina, 4 de fevereiro de 1950) é um advogado e político brasileiro filiado ao Movimento Democrático Brasileiro (MDB). Foi ministro dos Transportes durante o governo Fernando Henrique Cardoso e deputado federal pelo Piauí por três mandatos.

## Dados biográficos
Filho de Deudedit Sousa e Elita Raulino de Almeida Sousa. Advogado formado na Universidade Católica de Pernambuco, voltou ao Piauí após viver por dois anos em São Lourenço da Mata, passando a advogar para o Banco do Estado do Piauí.
Filiado à Aliança Renovadora Nacional (ARENA) em 1973, optou pelo PMDB após a reforma partidária. Sócio e depois presidente do Rotary Clube de Teresina (1980-1981) e presidente do Tribunal de Justiça Desportiva da Federação de Futebol do Piauí (1983-1984), foi secretário-geral do Sindicato dos Bancários do Piauí e secretário do Sindicato dos Empregados dos Estabelecimentos Bancários de Teresina e conselheiro seccional da Ordem dos Advogados do Brasil.
No segundo governo Alberto Silva foi secretário de Governo, diretor do Diário Oficial do Estado, secretário de Cultura e secretário de Educação. Renunciou a este último posto para se candidatar a deputado federal, sendo eleito em 1990, 1994 e 1998, não disputando um novo mandato após ser nomeado ministro dos Transportes pelo presidente Fernando Henrique Cardoso, cargo que exerceu nos últimos dez meses de governo.
Nos dois primeiros anos do governo Luiz Inácio Lula da Silva foi presidente da Empresa Brasileira de Correios e Telégrafos. Em março de 2003, foi admitido pelo presidente à Ordem do Mérito Militar no grau de Comendador especial.
Posteriormente foi assessor do governador Wellington Dias e secretário de Governo de Elmano Férrer na prefeitura de Teresina e secretário de Administração no governo Moraes Souza Filho. Em 23 de maio de 2016 assumiu a presidência do Conselho Nacional do SESI.